# Distretto di Mizan
Il distretto di Mizan è un distretto dell'Afghanistan appartenente alla provincia dello Zabol. Conta una popolazione di circa 13.400 abitanti (dati 2013).